# Aristolochia heppii
Aristolochia heppii Merxm. – gatunek rośliny z rodziny kokornakowatych (Aristolochiaceae Juss.). Występuje naturalnie w Demokratycznej Republice Konga, Zambii oraz Zimbabwe.

## Morfologia
PokrójBylina pnąca. Dorasta do 40 cm wysokości.
LiścieMają owalny lub podłużnie owalny kształt. Mają 1,5–9 cm długości oraz 1–6 cm szerokości. Nasada liścia ma zaokrąglony lub prawie ucięty kształt. Z tępym wierzchołkiem. Ogonek liściowy jest lekko owłosiony i ma długość 2–10 mm.
KwiatyPojedyncze, bezwłose. Mają zielono-brązową lub ciemnopurpurową barwę i 6–30 mm długości. Mają po 6 pręcików.
OwoceTorebki o podłużnie gruszkowatym kształcie. Mają 1,5–3 cm długości i 1–2 cm szerokości.

## Biologia i ekologia
Rośnie w zaroślach na piaszczystym podłożu i na murawach. Występuje na wysokości od 900 do 1250 m n.p.m..